# بزمان
بزمان (بالفارسية: بزمان) هي إحدى مدن محافظة سيستان وبلوشستان في إيران. يقدر عدد سكانها بـ 4,002 نسمة .